# Xã Petit Jean, Quận Logan, Arkansas
Xã Petit Jean (tiếng Anh: Petit Jean Township) là một xã thuộc quận Logan, tiểu bang Arkansas, Hoa Kỳ. Năm 2010, dân số của xã này là 288 người.